# 司法援助委員會
司法援助委員會（葡萄牙語：Comissão de Apoio Judiciário，簡稱CAJ）是中華人民共和國澳門特別行政區根據《第13/2012號法律──司法援助的一般制度》於2013年設立的法定合議性機構，隸屬行政法務司，負責管理本地司法援助制度的運作與審核。委員會的設立宗旨是確保在經濟資源有限的情況下，居民在司法訴訟程序中仍可獲得公平保障。
委員會負責審核司法援助申請、作出是否批准的決定，並可監督援助案件的進程與相關資源分配。其設立保障了經濟困難人士在民事、行政及其他訴訟程序中，能享有免除訴訟費用及享用律師服務等基本權利，維護其司法平等。
司法援助委員會由主席一人、副主席一人及若干名具有法律背景的成員組成，成員以單數為原則，由行政長官委任，任期為三年，可續任。委員會的行政與技術支援由法務司提供。

## 沿革
- 2011年，特區政府提出《司法援助一般制度》草案，擬擴大援助對象並將審批職能由法院移交至行政機關。[4][5]
- 2012年9月10日，《第13/2012號法律──司法援助的一般制度》在《澳門特別行政區公報》刊登，標誌司法援助制度立法化，委員會亦依此應運而生。[1]
- 2013年3月18日，《第1/2013號行政法規》正式生效，明確規範司法援助委員會的組成、運作及審批程序，並使審批職能由法院移交至行政機構。[6]
- 2013年4月1日，司法援助制度正式啟動，委員會自當日起依法受理援助申請並作出批示，區分案件是否符合經濟條件與援助範疇，提供訴訟費免除和法律代理服務。[7]